# ليمور قزم فروي الأذنين
الليمور القزم فروي الأذنين (Cheirogaleus crossleyi), يوجد فقط في مدغشقر, كباقي الليمورات. لديه فرو ملون أحمر-بني على الظهر ورمادي على البطن. حلقات العين ضاربه في السواد وآذان سوداء من الداخل والخارج. صيغة أسنان هذه الأنواع {\displaystyle {\tfrac {2.1.3.3}{2.1.3.3}}}.